# Taubenturm Château de Sauvebœuf

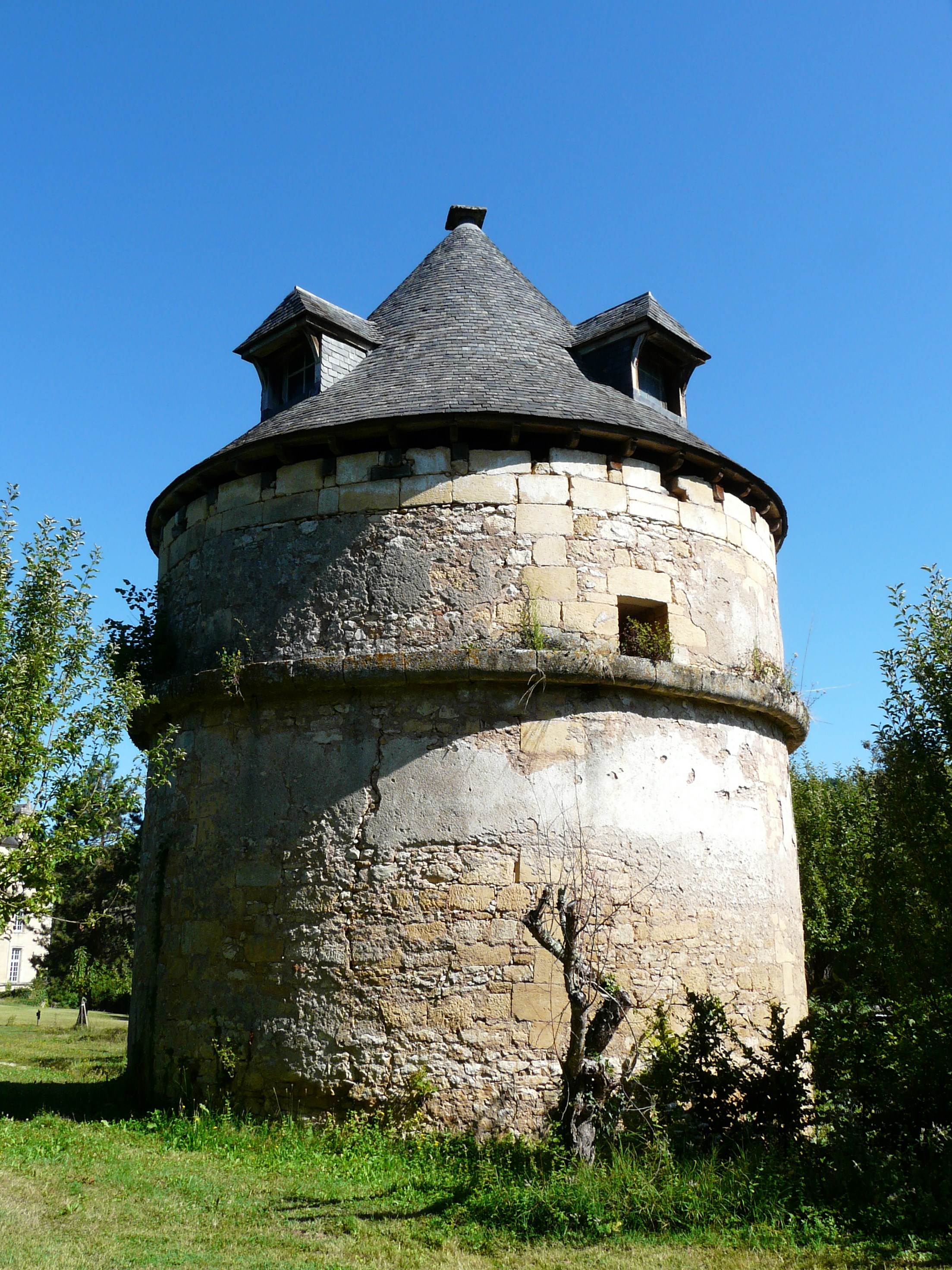
Taubenhaus des Château de Sauvebœuf

Der Taubenturm (französisch colombier oder pigeonnier) des Château de Sauvebœuf in Aubas, einer französischen Gemeinde im Département Dordogne in der Region Nouvelle-Aquitaine, wurde im 17. Jahrhundert errichtet. Der Taubenturm steht seit 1987 als Teil des Schlosses als Monument historique auf der Liste der Baudenkmäler in Frankreich.
Der runde Turm aus Haustein besitzt auf dem verschindelten Dach zwei Gauben.